# Палермоїт
Палермої́т (рос. палермоит; англ. palermoite; нім. Palermoit m) — мінерал, фосфат стронцію та алюмінію.

## Загальний опис
Хімічна формула:
- 1. За Є. Лазаренком: SrAl2[OH|PO4]2.
- 2. За Ґ.Штрюбелем, З.Ціммером: (Li, Na)2(Sr, Ca)Al4[(OH, F)|PO4]4.
- 3. За К.Фреєм: (Li, Na)2(Sr, Ca)Al4(OH)4(PO4)4.

Склад у % (з пегматитів Палермо, США): SrO — 9,20; Al2O3 — 33,85; P2O5 — 44,64; H2O — 5,97. Домішки: Li2O; Na2O; CaO; K2O.
Сингонія ромбічна. Ромбодипірамідальний вид. Утворює волокнисті маси. Густина 3,22. Твердість 5,0—6,0. Колір білий. Крихкий. Знайдений у пегматитах Палермо, шт. Нью-Гемпшир (США) разом з гамлінітом (фосфат стронцію і алюмінію) і сидеритом.
За назвою родовища (M. E Mrose, 1952).

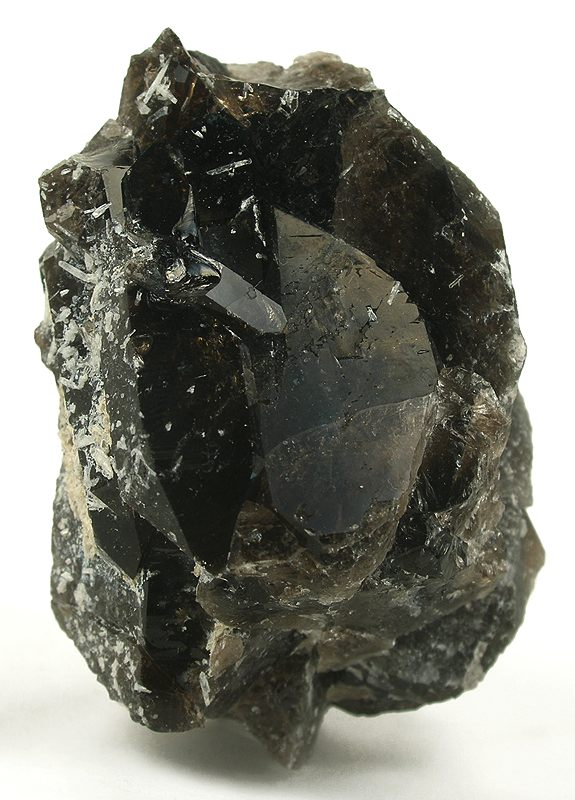
Палермоїт у кварці, США, 7.2 x 5.2 x 4.7 см
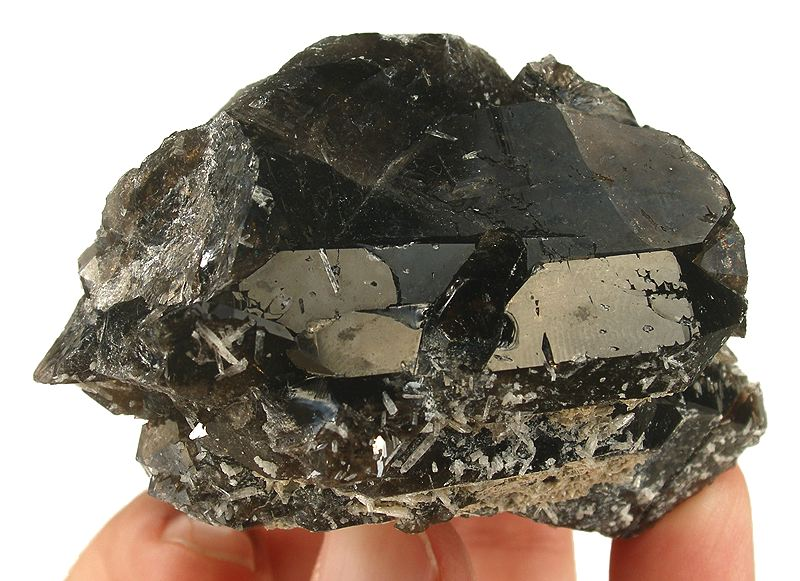
Палермоїт у кварці, США, 7.2 x 5.2 x 4.7 см